# Budapesti Honvéd SE (női vízilabda)
A Racionet Honvéd, egy magyar vízilabdaklub, melynek székhelye Budapesten található. Jelenleg a női OB I-ben, a magyar első osztályban szerepel..
Hazai mérkőzéseit a Kőér utcai sportuszodában játssza.

## Története
A Budapesti Honvéd SE vízilabda-szakosztálya 1949-ben alakult. Női csapata azonban csak 1984-ben jött létre, mikor megrendezték az első női OB I-et. A klub ezután 4 éven keresztül szerepelt a bajnokságban 1988-ig, majd megszűnt.
A Honvéd név a női OB I-ben a 2004-2005-ös szezonban merült fel újra, mikor az addig POLO Sport Club néven szereplő csapatot átvette a Bp. Honvéd, új neve pedig Domino Bp. Honvéd-Póló SC lett. Ezután 5 éven keresztül voltak tagjai a női bajnokságnak. Ez a korszak a legsikeresebb a női csapat életében. Ez időszak alatt 3-szor nyertek bajnoki címet (2006; 2007; 2008), 3-szor magyar kupát (2005; 2006; 2008), és 2006-ban megnyerték a LEN-kupát, illetve a LEN-szuperkupát. A 2008-2009-es bajnoki szezonban még ezüstérmesek lettek, azonban pénzügyi gondok miatt a csapat megszűnés szélére került. A játékosok eligazoltak, és kérdésessé vált, hogy egyáltalán el tudnak-e indulni a 2009-2010-es bajnokságba.
Végül egy új csapat névvel indultak el a bajnokságban (Bp. Honvéd-POLO). Ezzel a névvel 2014-ig szerepeltek, majd megszűnt a csapat. Ez idő alatt mindig a alsóház alsó felében szerepelt a csapat.
A 2016-2017-es bajnokságba nevezett újra a Honvéd, Racionet Honvéd néven. Teljesen új filozófiával vágtak neki a bajnokságnak. Az utánpótlásra helyezték a hangsúlyt, így a csapat magja utánpótlás korú játékosokból áll, akikhez csatlakozott pár rutinosabb játékos is. Az első szezonban rögtön a felsőházba jutottak és 6. helyen végeztek a 10 csapatból. A 2017-2018-as bajnokságban az utolsó, 10. helyen végeztek.

## Eredmények

### Hazai sikerek
- OB I.
  - Bajnok (3 alkalommal): 2006, 2007, 2008,
  - Ezüstérmes (1 alkalommal):  2009,
  - Bronzérmes (1 alkalommal): 2005,
- Magyar kupa
  - Kupagyőztes (3 alkalommal): 2005, 2006, 2008
  - Ezüstérmes (1 alkalommal): 2007

### Nemzetközi sikerek
- LEN-kupa
  - Kupagyőztes (1 alkalommal): 2006,
- LEN-szuperkupa
  - Kupagyőztes (1 alkalommal): 2006,

## Jelenlegi keret
2017–18-as szezon
| №  | Nemzetiség | Játékos                | Születési idő                  | Poszt | L/R |
| 1  | HUN        | Magyari Alda           | 2000. október 19. (24 éves)    | Kapus |     |
| 2  | HUN        | Pap Médea Rebeka       | 1999. március 3. (26 éves)     |       |     |
| 3  | HUN        | Borsi Ilona            | 2002. szeptember 20. (22 éves) |       |     |
| 4  | HUN        | Pap Mirtill            | 2000. szeptember 13. (24 éves) |       |     |
| 5  | HUN        | Vogt Vivien            | 1998. március 11. (27 éves)    |       |     |
| 6  | HUN        | Rajna Enikő            | 2002. november 14. (22 éves)   |       |     |
| 7  | HUN        | Bojtor Zsófia          | 2001. április 23. (24 éves)    |       |     |
| 8  | HUN        | Rajkort Renáta         | 1998. április 9. (27 éves)     |       |     |
| 9  | HUN        | Ármai Zita             | 2000. október 27. (24 éves)    |       |     |
| 10 | HUN        | Bálint Rebeka          | 1995. augusztus 16. (29 éves)  |       |     |
| 11 | HUN        | Szűcs Emese            | 2002. március 11. (23 éves)    |       |     |
| 12 | HUN        | Balog Jázmin           | 2002. november 25. (22 éves)   |       |     |
| 13 | HUN        | Czakó Boróka           | 2000. március 25. (25 éves)    |       |     |
| 14 | HUN        | Varga Csenge           | 1998. szeptember 14. (26 éves) | Kapus |     |
|    | HUN        | Pálinkás Nikolett      | 1999. december 8. (25 éves)    |       |     |
|    | HUN        | Faragó Berta           | 2001. március 5. (24 éves)     |       |     |
|    | HUN        | Magyari Gabriella Sára | 2003. március 2. (22 éves)     | Kapus |     |
|    | HUN        | Bognár Zsófi           | 2000. június 8. (25 éves)      |       |     |
|    | HUN        | Tamás Lili             | 1998. december 26. (26 éves)   |       |     |
|    | HUN        | Hajdú Anna             | 2001. november 6. (23 éves)    |       |     |

| Szakmai stáb | Szakmai stáb   |
| ------------ | -------------- |
| Vezetőedző   | Dodog Szabolcs |
| Másodedző    | Rottler Antal  |

### Átigazolások(2018-19)
| Érkezők: - Varga Csenge (Tatabányai VSE) - Pap Médea Rebeka (UVSE) - Vogt Vivien (FTC-Telekom Waterpolo) - Ármai Zita (FTC-Telekom Waterpolo) - Faragó Berta (BVSC-Zugló Diapolo) | Távozók: - Peresztegi Nagy Kinga (UVSE) - Gyöngyösi Boglárka (Szegedi TE T&N ) - Halas Luca Ilona (BVSC-Zugló Diapolo) - Hornyák Dóra (??) - Nagy Eszter (??) - Bors Dorottya (??) - O-Nagy Orsolya (??) - Török Fanni (??) - Kendik Lili Petra (??) |